# Lagotis glauca
Lagotis glauca är en grobladsväxtart som beskrevs av J. Gaertn.. Lagotis glauca ingår i släktet Lagotis och familjen grobladsväxter. Inga underarter finns listade i Catalogue of Life.

## Bildgalleri

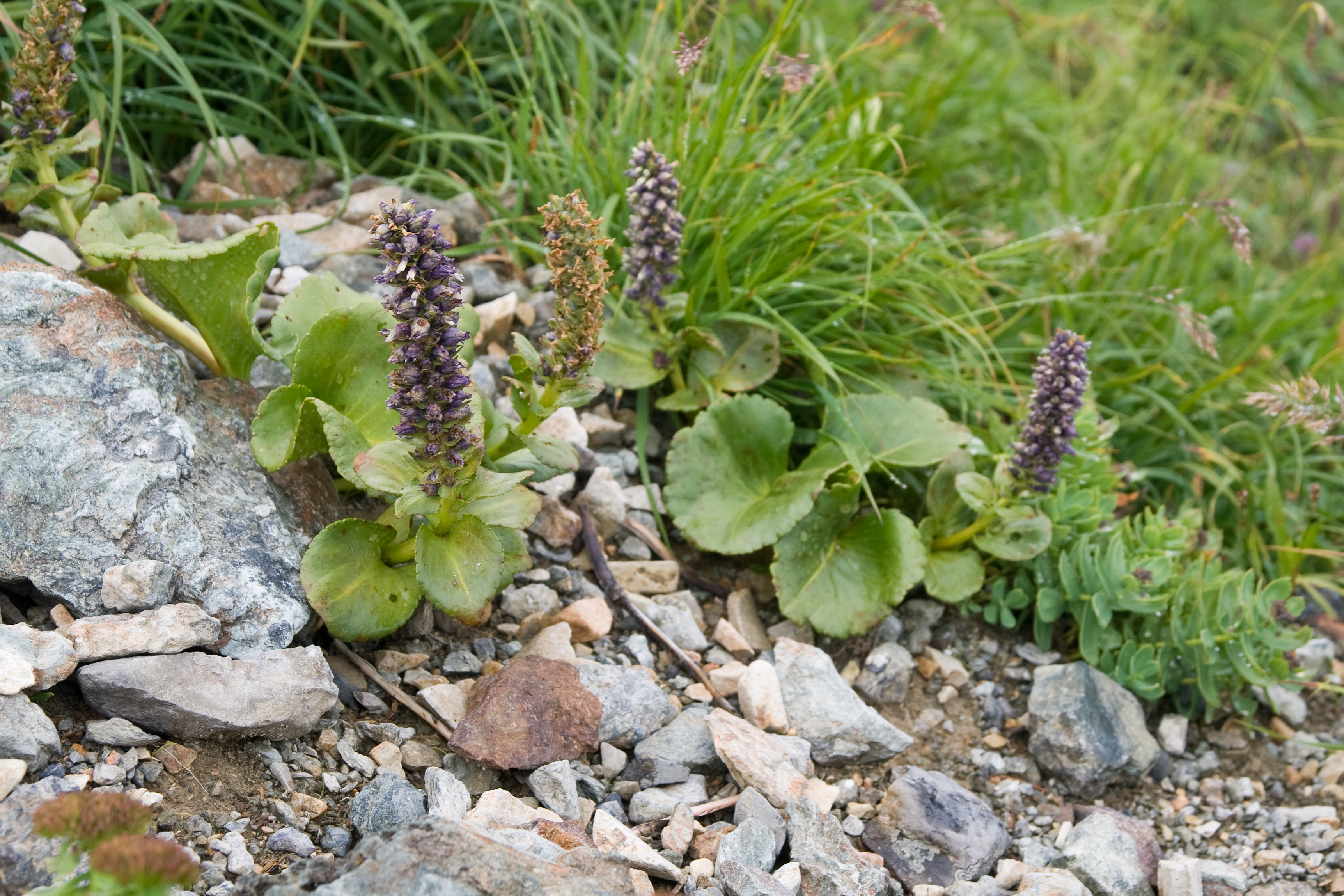
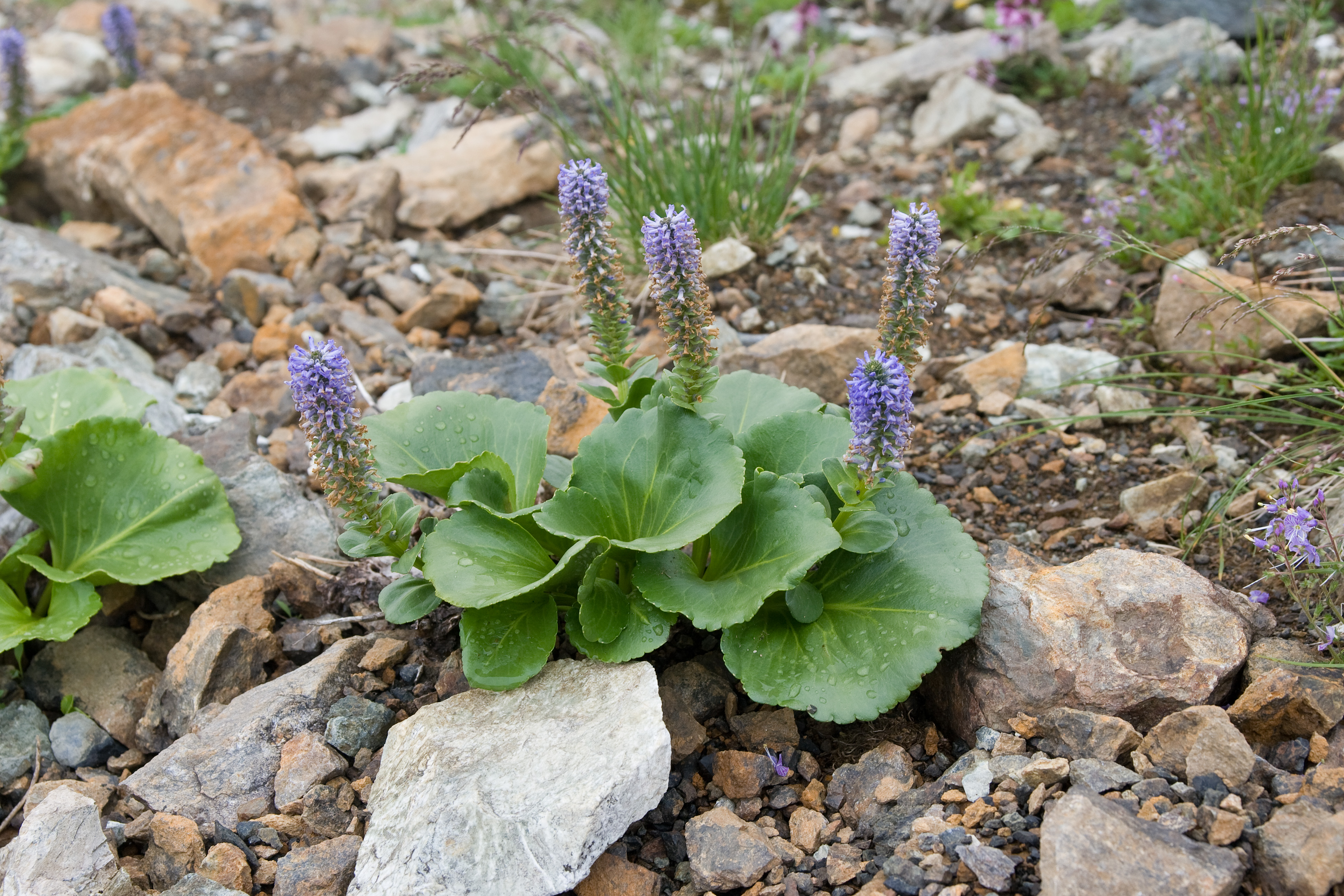
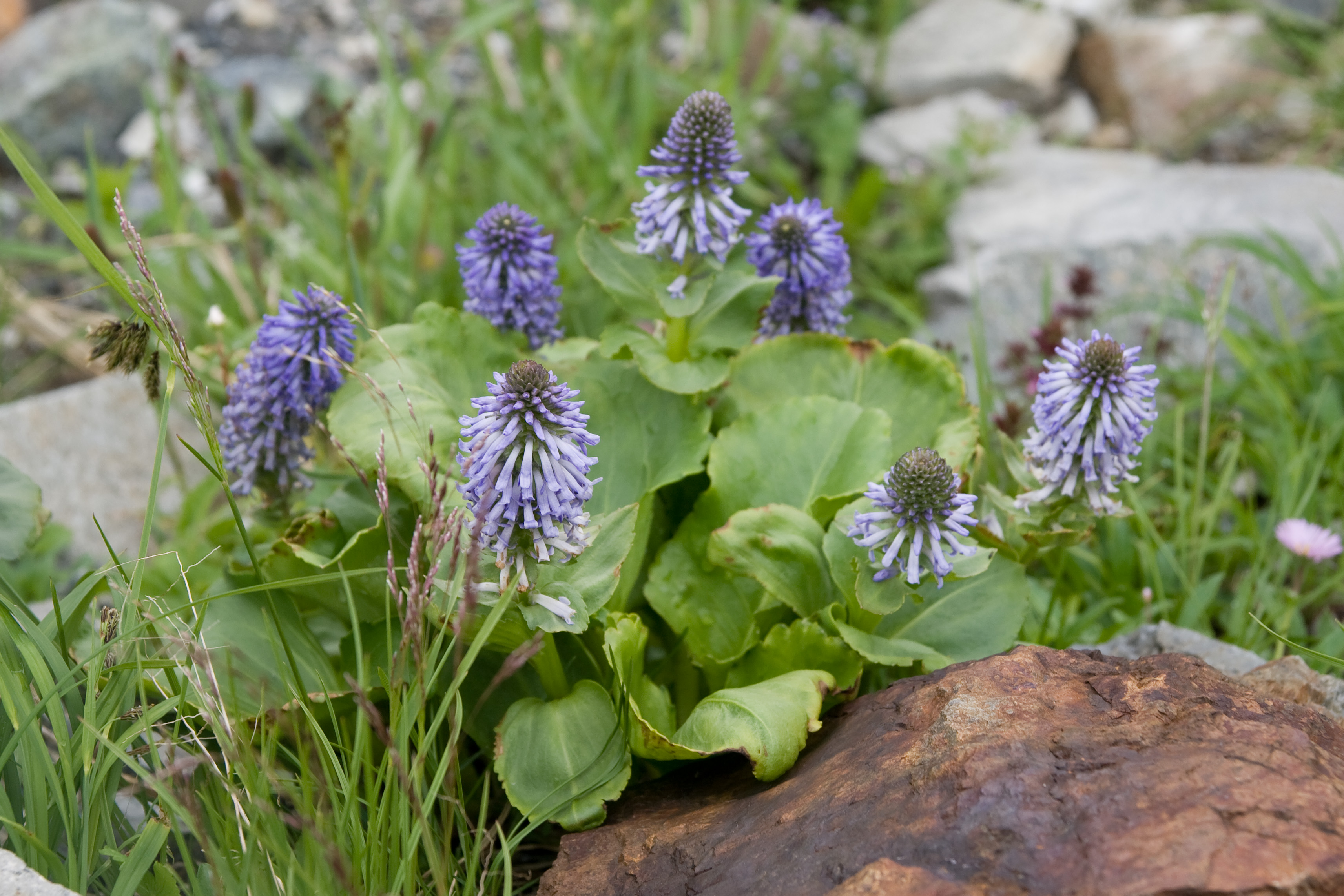
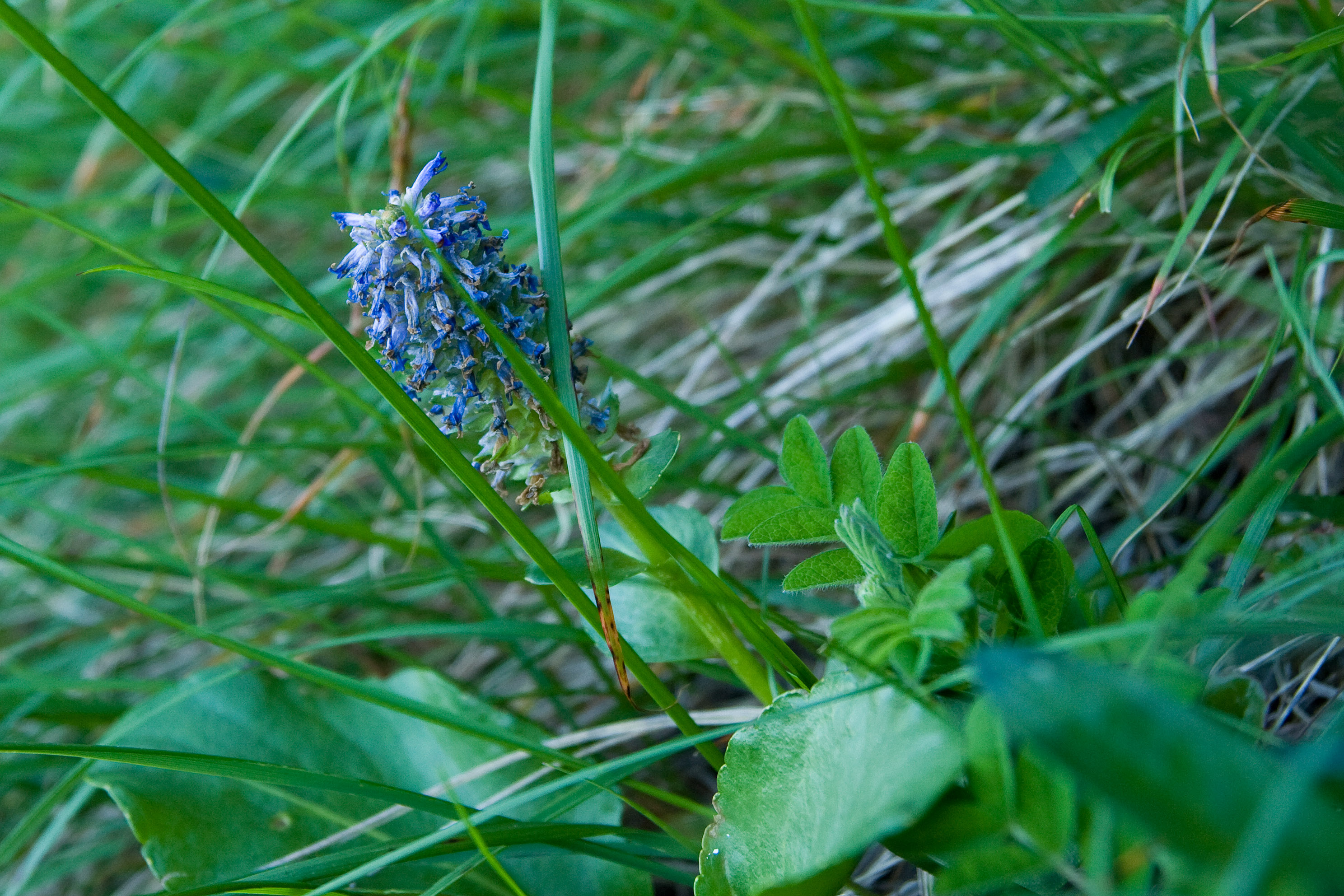
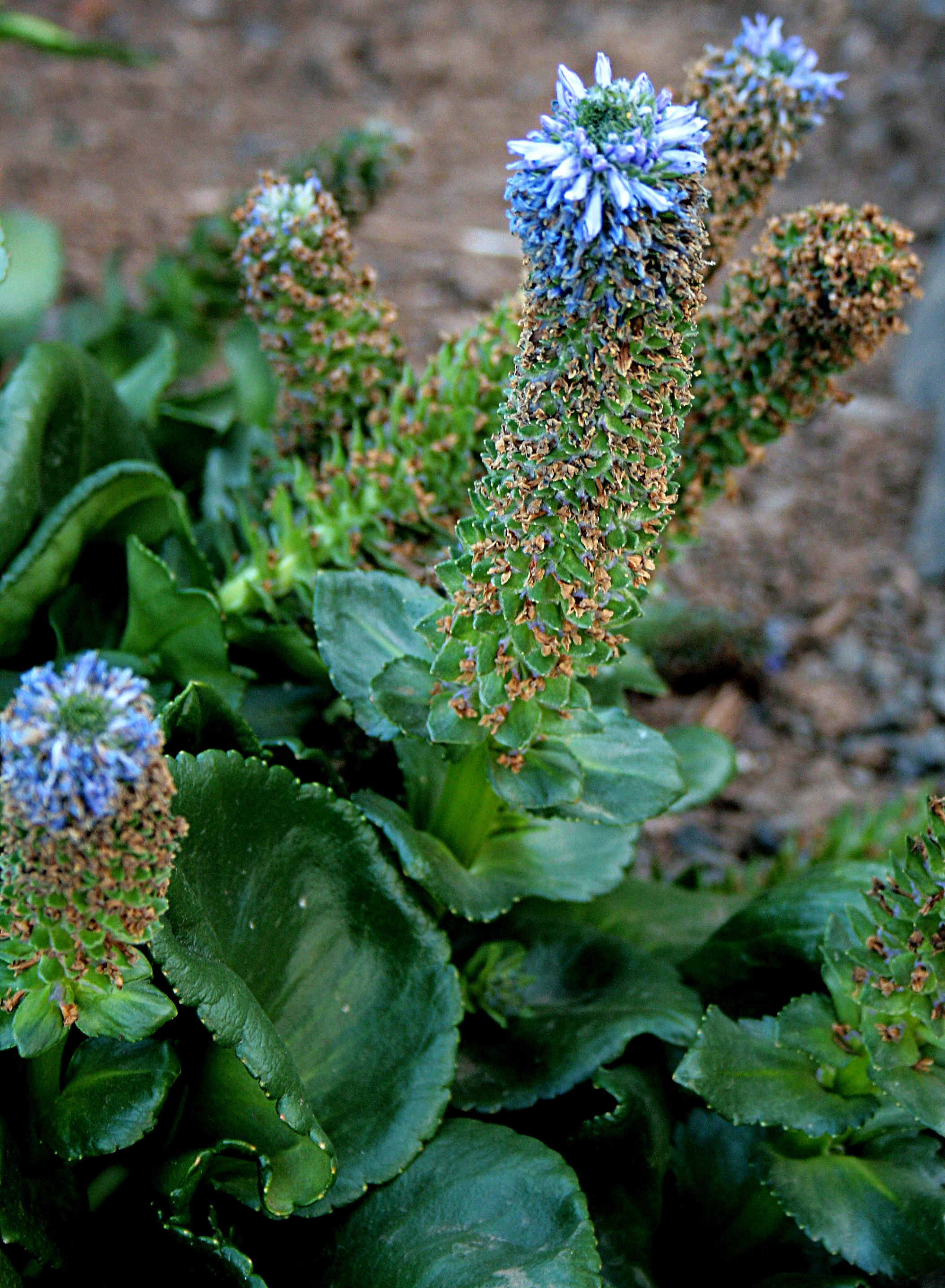
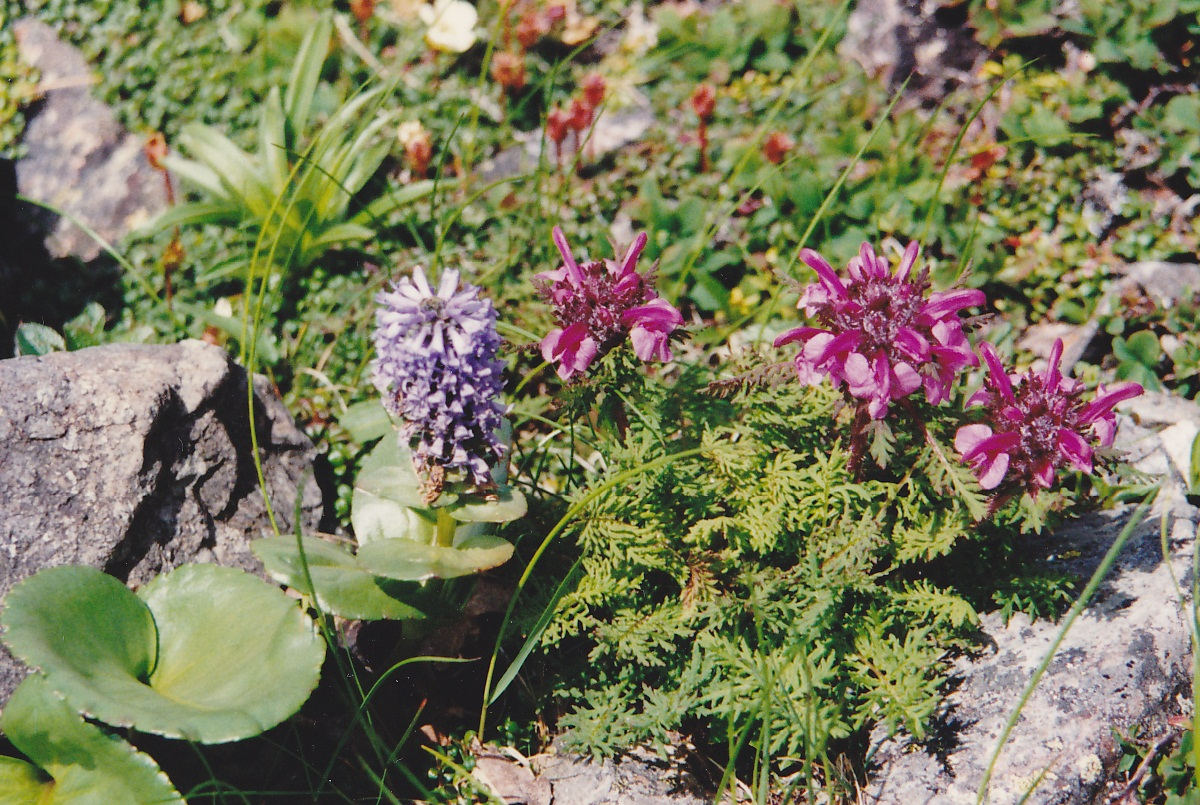